# Cantonul Hérisson
Cantonul Hérisson este un canton din arondismentul Montluçon, departamentul Allier, regiunea Auvergne, Franța.

## Comune
- Audes
- Bizeneuille
- Le Brethon
- Cosne-d'Allier
- Estivareilles
- Givarlais
- Hérisson (reședință)
- Louroux-Bourbonnais
- Louroux-Hodement
- Maillet
- Nassigny
- Reugny
- Saint-Caprais
- Sauvagny
- Tortezais
- Vallon-en-Sully
- Venas